# Critios
Critios (ou Kritios, grec « Κριτίος ») est un sculpteur athénien qui travailla au début du Ve siècle av. J.-C. Il fait partie de la période artistique du premier classicisme ou style sévère, dont il est l'un des premiers représentants, et a influencé la génération suivante des grands sculpteurs grecs, Phidias, Myron, Polyclète.

## Notice historique

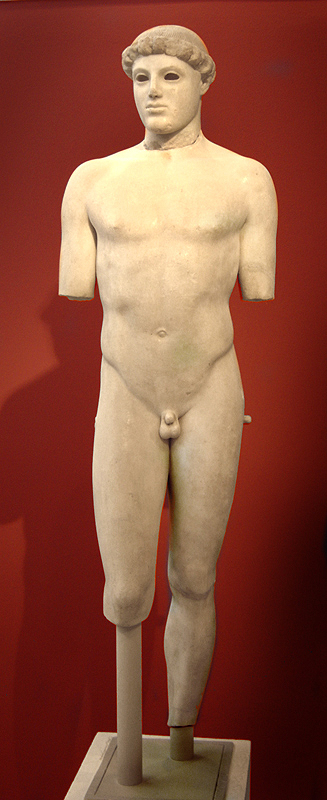
Ephebe de Kritios

Il est l'un des tout premiers à faire évoluer le style des kouroï archaïques en adoptant pour ses statues l'attitude en contrapposto, un léger déhanchement donnant une attitude plus naturelle et vivante qui sera par la suite le canon dans la sculpture classique décrit par Polyclète. Cependant sa redécouverte tardive au XIXe siècle ne lui donne pas une place prépondérante dans l'histoire de la sculpture grecque antique. Critios travailla le marbre et le bronze avec son associé Nésiostès. Sa vie est pratiquement inconnue mais on connaît quelques-unes de ses œuvres : l'éphébe du musée de l'Acropole, statue de marbre découverte en 1865 sur l'acropole d'Athènes, un original daté assez sûrement de -480 à -470 et lui est attribué avec une grande probabilité ; les Tyrannoctones, groupe de bronze réalisé et installé en -477 et -476 conjointement avec Nésiostès et attesté par des textes historiques. Critios et Nésiostès furent choisis pour refaire le groupe dû au sculpteur Anténor (peut-être leur maître) et emporté par les Perses lors de la Seconde Guerre médique et du sac d'Athènes en 480 av. J.-C. On connaît cette œuvre importante par des copies romaines dont celle du Musée national archéologique de Naples trouvées à la villa Adriana.